# Laterális hang
A  laterális  (a latin laterālis „oldal- ,oldalsó“; másként laterális hang) egy beszédhang, melynél az artikuláció nem a szájpadlás közepén meglévő koponya-varraton megy végbe, mint a szagittállis hangoknál, hanem az oldalakon.
Hangképzésükkor a nyelvizom képez szűkületet, amely legtöbbször nem okoz zörejeket.
Az akusztikai hatása valamennyi laterális hangnak ugyanaz, mint az l hangunké (pl. „ló, lepke, lakk…”).